# Space Station Silicon Valley
Space Station Silicon Valley é um jogo de plataforma 3D lançado em 1 de outubro de 1998 pela empresa escocesa DMA Design (atualmente conhecida como Rockstar North e criadora da famosa série de jogos Grand Theft Auto), cujo negócio é o desenvolvimento de jogos e publicado pela empresa Take-Two Interactive. Na aventura você é um chip que controla robôs em forma de animais ao invés de carros e caminhões.

## Trama
No ano de 2001, a estação espacial do Vale do Silício  foi lançada ao espaço, abrigando inúmeros animais, porem sete minutos depois do seu lançamento, a nave desapareceu. Acreditando que ela havia ter desaparecido para sempre, mas acaba reaparece no ano 3000, e as muitas expedições enviadas para recuperar a estação espacial desapareceram sem explicação. Depois disso, a dupla de Dan Danger e Evo foi enviada para investigar o ocorrido, descobrem que a carga animal evoluiu e se fundiu com a tecnologia da estação, resultando em animais como uma raposa eletronicamente movida com rodas motorizadas e um hipopótamo movido a vapor.. Evo se prepara para consertar a estação de controle, que está em rota de colisão com a Terra. Ao chegar na sala de controle, Evo confronta o Cérebro do Mal, que é fascinado pelas habilidades de Evo e quer mantê-lo para completar a coleção de animais robóticos. O Cérebro do Mal ameaça destruir a Terra, mas é rapidamente derrotado por Evo. Apesar disso, Evo é incapaz de impedir que a estação espacial fique fora de controle; colide com a Terra, aterrissando no porto de Nova York . Os animais robóticos escapam e fogem pela cidade de Nova York , e Evo tenta acabar com eles antes que eles aterrorizem o planeta.

## Jogabilidade
A ideia por trás do jogo é bastante simples, o jogador pega o controle de um Evo um microchip robótico que possui a capacidade única de dominar os corpos de animais mortos (robóticos). Evo deve fazer o seu caminho através de uma variedade de níveis e mundos preenchidos com diferentes objetivos e, claro, diferentes animais. Como não há dois níveis iguais, seria impossível descrever exatamente o que deve ser feito para completar um mundo. Por exemplo, o primeiro estágio do jogo simplesmente tem jogadores matando uma ovelha, assumindo seu corpo e pegando um pouco de energia. Outro nível vê os jogadores como um cão, levando as ovelhas para uma área fechada e depois pulando no corpo de um rato sobre rodas. Ainda outro nível coloca os jogadores no papel de rato, que deve fazer o seu caminho através de um complexo labirinto de esgotos, ativar interruptores ocultos para abrir portas e obter acesso a novas áreas. Há até um estágio em que os jogadores devem intencionalmente irritar um hipopótamo rindo dele usando a hiena. O jogo consiste em quatro enormes super-mundos, incluindo Europa, Deserto, Ártico e Selva, e mais de 35 sub-níveis únicos. Os níveis iniciais podem ser concluídos em questão de minutos, enquanto os estágios posteriores podem levar horas para serem descobertos. É jogabilidade "old-school" no seu muito, muito melhor.